# Érin
Érin ist eine französische Gemeinde mit 220 Einwohnern (Stand 1. Januar 2022) im Département Pas-de-Calais in der Region Hauts-de-France. Sie gehört zum Arrondissement Arras, zum Kanton Saint-Pol-sur-Ternoise und zum Kommunalverband Ternois.

## Lage
Die Gemeinde Érin liegt am Fluss Ternoise im Zentrum des Artois, ca. 30 Kilometer östlich von Montreuil-sur-Mer. Nachbargemeinden von Érin sind Teneur im Nordosten, Fleury und Bermicourt im Südosten, Humerœuille im Süden sowie Tilly-Capelle im Nordwesten.

## Bevölkerungsentwicklung
| Jahr                       | 1962 | 1968 | 1975 | 1982 | 1990 | 1999 | 2006 | 2016 | 2022 |
| -------------------------- | ---- | ---- | ---- | ---- | ---- | ---- | ---- | ---- | ---- |
| Einwohner                  | 242  | 231  | 207  | 187  | 157  | 152  | 179  | 228  | 220  |
| Quellen: Cassini und INSEE |      |      |      |      |      |      |      |      |      |

## Sehenswürdigkeiten

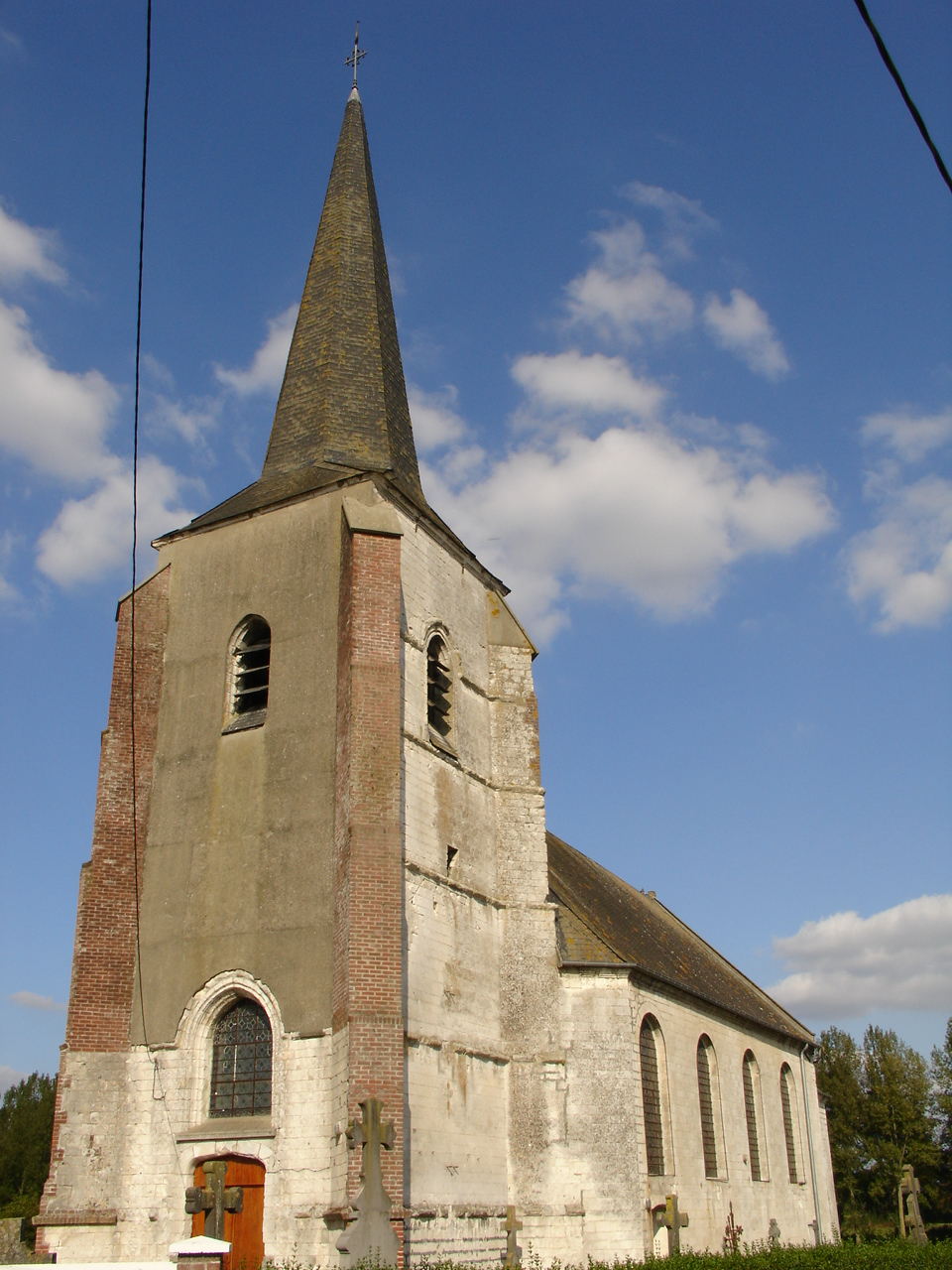
Kirche Sainte-Madeleine
- Schloss

- Kirche Sainte-Madeleine